# Самохвалова, Лидия Прохоровна
Лидия Прохоровна Самохвалова (род. 1928) — передовик советского сельского хозяйства, звеньевая колхоза имени Чкалова Курдайского района Джамбулской области, Герой Социалистического Труда (1949).

## Биография
Родилась в 1928 году в селе Чёрная Речка Алма-Атинского округа Казахской АССР в русской крестьянской семье.  
Трудовую деятельность начала по окончании восьми классов школы, в годы войны, устроившись на работу в местный колхоз имени Чкалова. Стала работать в полеводческой бригаде. С 1945 года возглавляла комсомольско-молодёжное звено по выращиванию табака, которое было одним из лучших в колхозе. 
В 1948 году по результатам работы, звено сумело получить урожай табака сорт "Тык-кулак" 25,2 центнера с гектара на площади 3 гектара.  
Указом Президиума Верховного Совета СССР от 11 апреля 1949 года за получение высоких результатов в сельском хозяйстве и рекордные показатели в растениеводстве Лидии Прохоровне Самохваловой было присвоено звание Героя Социалистического Труда с вручением ордена Ленина и медали «Серп и Молот». 
Продолжала и дальше трудиться в сельском хозяйстве. Получала по 29 центнеров табака с гектара посевной площади. В 1963 году по состоянию здоровья перешла в садоводческую бригаду и работала в ней до выхода на заслуженный отдых.   
Проживала в родном селе. 

## Награды
За трудовые успехи была удостоена:
- золотая звезда «Серп и Молот» (11.04.1949)
- орден Ленина (11.04.1949)
- другие медали.